# Gymnastique artistique aux Jeux olympiques d'été de 2008 - Général individuel femmes
Pour un article plus général, voir Gymnastique artistique aux Jeux olympiques d'été de 2008.
Navigation
Athènes 2004 Londres 2012
Résultats de la compétition générale individuelle femmes lors des Jeux olympiques d'été de 2008 de Pékin.

## Résultats
| Rang                                | Gymnaste            | Pays               | Saut        | Barres asymétriques | Poutre     | Sol        | Total  |
| ----------------------------------- | ------------------- | ------------------ | ----------- | ------------------- | ---------- | ---------- | ------ |
| Médaille d'or, Jeux olympiques      | Nastia Liukin       | États-Unis         | 15.025 (7)  | 16.650 (2)          | 16.125 (1) | 15.525 (1) | 63.325 |
| Médaille d'argent, Jeux olympiques  | Shawn Johnson       | États-Unis         | 15.875 (1)  | 15.275 (9)          | 16.050 (2) | 15.525 (1) | 62.725 |
| Médaille de bronze, Jeux olympiques | Yang Yilin          | Chine              | 15.175 (5)  | 16.725 (1)          | 15.750 (6) | 15.000 (4) | 62.650 |
| 4                                   | Ksenia Semenova     | Russie             | 14.750 (11) | 16.475 (3)          | 15.925 (4) | 14.775 (5) | 61.925 |
| 5                                   | Steliana Nistor     |                    | 15.025 (7)  | 15.975 (4)          | 15.550 (8) | 14.500 (8) | 61.050 |
| 6                                   | Jiang Yuyuan        | Chine              | 14.825      | 15.875              | 15.425     | 14.775     | 60.900 |
| 7                                   | Anna Pavlova        | Russie             | 15.275      | 14.525              | 15.975     | 15.050     | 60.825 |
| 8                                   | Sandra Izbasa       |                    | 15.075      | 14.300              | 15.875     | 15.500     | 60.750 |
| 9                                   | Oksana Chusovitina  | Allemagne          | 15.750      | 14.900              | 14.875     | 14.600     | 60.125 |
| 10                                  | Jade Barbosa        | Brésil             | 15.025      | 15.075              | 15.500     | 13.950     | 59.550 |
| 11                                  | Vanessa Ferrari     | Italie             | 14.700      | 15.200              | 15.600     | 13.950     | 59.450 |
| 12                                  | Becky Downie        | Grande-Bretagne    | 15.025      | 15.625              | 14.700     | 14.100     | 59.450 |
| 13                                  | Georgia Bonora      | Australie          | 14.850      | 14.625              | 15.100     | 14.375     | 58.950 |
| 14                                  | Lia Parolari        | Italie             | 13.950      | 15.350              | 15.125     | 14.500     | 58.925 |
| 15                                  | Shona Morgan        | Australie          | 14.650      | 14.625              | 15.100     | 14.425     | 58.800 |
| 16                                  | Elyse Hopfner-Hibbs | Canada             | 14.875      | 15.425              | 14.150     | 13.925     | 58.375 |
| 17                                  | Koko Tsurumi        | Japon              | 14.075      | 14.950              | 15.400     | 13.675     | 58.100 |
| 18                                  | Ariella Kaslin      | Suisse             | 15.350      | 14.275              | 14.425     | 13.950     | 58.000 |
| 19                                  | Marine Petit        | France             | 14.725      | 14.400              | 14.275     | 14.575     | 57.975 |
| 20                                  | Kyoko Oshima        | Japon              | 14.575      | 14.675              | 13.975     | 14.400     | 57.625 |
| 21                                  | Kristyna Palesova   | République tchèque | 14.075      | 15.350              | 14.650     | 12.900     | 56.975 |
| 22                                  | Ana Silva           | Brésil             | 14.175      | 14.175              | 14.175     | 14.350     | 56.875 |
| 23                                  | Laetitia Dugain     | France             | 14.275      | 14.275              | 15.225     | 13.000     | 56.775 |
| 24                                  | Gaëlle Mys          | Belgique           | 14.000      | 12.875              | 13.100     | 13.975     | 53.950 |